# 35-та берегова батарея
44°33′29″ пн. ш. 33°24′25″ сх. д. / 44.55806° пн. ш. 33.40694° сх. д.
Берегова бронебаштова батарея № 35 або 35-та берегова батарея (інша назва Форт «Максим Горький II» нім. Küstenbatterie Maxim Gorki II) — одна з двох найпотужніших фортифікаційних споруд Севастополя. «Останній форпост» оборони Севастополя 1941–1942 рр. Призначалася для оборони Севастополя від нападу з моря з південного і південно-східного напрямків. Розташована на мисі Херсонес (нині Гагарінський район міста Севастополя).

## Історія будівництва
Проєкт берегової батареї № 25 (такий номер мала батарея на початку будівництва) був представлений на розгляд Головне Інженерне Управління військовим інженером генерал-лейтенантом М. А. Буйницьким 11 травня 1913 року.
За проєктом батарея мала складатися з двох броньових башт, бетонного бункеру-основи, відкритого капоніра, польових укріплень і дротяних загорож. Спочатку батарею планувалося побудувати на березі Стрілецької бухти, але остаточно було прийняте рішення розташувати її «в трьох верстах південніше Херсонеського маяка», на ділянці, відведеній раніше під батарею № 18, що збільшувало кут обстрілу по морю до 260°: сектор обстрілу склав від мису Сарич до мису Лукул.
Остаточний проєкт 25-ї батареї був затверджений на засіданні Інженерного комітету 20 серпня 1913 року. Вартість будівництва батареї визначалася в 850 тисяч карбованців. Одночасно з складанням проєкту на місці установки батареї розпочалися підготовчі роботи з її будівництва.
Роботи з будівництва бетонного блоку батареї, незважаючи на початок Першої світової війни просувалися досить швидкими темпами. Проте, введення в дію батареї затримувався через неготовність частин баштової установки — перша 305-мм баштова установка для Севастопольської фортеці була зібрана тільки у вересні 1917 року. Однак подальші роботи були призупинені Жовтневим переворотом та Громадянською війною.

Схема 35-ї батареї. Сучасне реконструкція за німецькими ескізами 1942 року

Будівництво батареї з новим номером «8» було відновлене в 1924 році, вже за проєктом військових інженерів В. В. Виставкіна і Б. К. Соколова. Проєктом передбачалося встановлення на ній двох баштових артилерійських установках типу МБ-2-12 (чотири 305/52-мм гармати) виготовлених Ленінградським «Метзаводом» а також використання гарматних верстатів і частини механізмів зняті з башт лінкора «Полтава».
У жовтні 1927 року за пропозицією РВС МСЧМ з метою засекречування числа берегових батарей і прожекторів берегової оборони Чорного моря берегову 305-мм батарею № 8 перейменували в № 35. А 21 грудня 1927 року відбулися державні випробування обох башт батареї з практичними стрільбами. Остаточно введена в дію 35-та батарея була восени 1929 року. В липні того ж року її відвідали члени Ради народних комісарів СРСР на чолі з Сталіним.
За своєю конструкцією батарея складалася з двох гарматних блоків (залізобетонних масивів, в яких були встановлені гарматні башти). Всередині блоку 1-ї башти на двох поверхах розташовувалися льохи боєприпасів, житлові і службові приміщення, а всередині блоку 2-ї башти крім того знаходилася силова станція і центральний пост з приладами управління стрільбою. На відстані 450 метрів на північ і 200 метрів на південь від гарматних блоків були розташовані командні пости з броньованими бойовими рубками і відкритими двориками для далекомірів. Гарматні блоки і командні пункти з'єднувалися між собою підземними коридорами-потернами. Малися також дві потерни — запасні виходи до моря. Батарея увійшла до складу 6-го фортечного артполку, а першим її командиром став Г. В. Штейнберг.
У передвоєнні роки батарея проводила інтенсивну бойову підготовку, провела велику кількість стрільб. Тільки під час залікових стрільб 1939–1940 роках батарея випустила 220 снарядів. На третій квартал 1939 року був запланований капітальний ремонт батареї, однак з різних причин він так і не відбувся до початку Німецько-радянської війни.

## Батарея вобороні Севастополя

Командир 35-ї батареї — киянин Олексій Якович Лещенко. 1941 рік

Станом на 22 червня 1941 року 35-та берегова батарея входила до складу 1-го окремого артилерійського дивізіону Берегової оборони Головної військово-морської бази Чорноморського флоту «Севастополь». Командир батареї — старший лейтенант О. Я. Лещенко, політрук — старший політрук А. М. Сунгурьян (з 15.05.42 політрук В. Є. Іванов). Початок війни батарея зустріла в очікуванні капітального ремонту — відбувлася дефектація обладнання та складання проєкту модернізації.
Перші бойові постріли під час оборони Севастополя були виконані батареєю 7 листопада 1941 року: з 14.50 по 16.18 батарея здійснювала вогонь по площам по хутору Мекензія (нині станція «Мекензієві Гори»). Всього цього дня батарея № 35 провела чотири стрільби випустивши по хутору Мекензія з невідомим результатом 46 фугасних снарядів.
Значна зношеність стволів і інтенсивність бойових дій (за два місяці було здійснено понад 300 пострілів на гармату при нормі в 200) змусили вже на початку грудня розпочати роботи по заміні гарматних стволів 1-ї башти. А 17 грудня під час інтенсивної стрільби в 2-й башті внаслідок передчасного пострілу стався потужний вибух, який повністю вивів її з ладу.
Роботи по відновленню 2-ї башти і заміні гарматних стволів тривали понад два місяці. Після ремонту батарея розпочала вогонь по противнику 3 квітня 1942 року обстрілом штабу і укріплень німців в селі Мамашай (нині Орлівка).
У «Коротких підсумках бойових стрільб берегових батарей БО ГБ ЧФ за 7 місяців оборони Севастополя 30.10.1941 — 31.05.1942.» зазначалося:
| «Батарея № 35 за 7 місяців війни провела 59 стрільб, з них 43 стрільби по площі і різним точкам. Витрачено 458 пострілів. 11 стрільб проведено з коригуванням, 48 без коригування (81%), 2 стрільби проведені на дистанції 87 кабельтови, решта на дистанції понад 100 кабельтови (130-144 каб). Результат: розбито до 10 автомашин, знищено до 6 артилерійських і мінометних батарей і до 800 чоловік піхоти. Вогонь цієї батареї, зважаючи на великі дистанції і 81% стрільб без коригування, слід вважати малоефективним». |
В подальшому в період червневих боїв 1942 року 35-та батарея щоденно вела вогонь по військам противника, а після загибелі в оточенні 30-ї батареї стала останнім резервом важкої артилерії Севастопольського оборонного району. З метою придушити батарею німецька авіація піддавала її регулярним потужним авіаударам. Під час одного з них 23 червня близькими вибухами авіабомб була виведена з ладу 1-ша башта. Не зважаючи на це, протягом 23—27 червня батарея вела вогонь по противнику і знищила до двох взводів піхоти, придушила вогонь ворожої батареї.
Наприкінці червня на батареї був розгорнутий запасний командний пункт флоту. Вночі 29 червня на батарею прибула Військова рада флоту на чолі з віце-адміралом Октябрьським. Трохи пізніше туди ж перебралося командування і штаби Приморської армії і Берегової оборони флоту.
О 9.50 30 червня з радіоцентру батареї командувачем СОР Октябрьським на адресу народного комісара ВМФ була відправлена шифртелеграма з донесенням про неможливість подальшого утримання Севастополя і проханням про евакуацію командного складу. Увечері 30 червня в казематі батареї відбулося останнє об'єднане засідання військових рад Чорноморського флоту і Приморської армії, на якому було прийнято рішення про евакуацію командування Севастопольського оборонного району, військових рад флоту та Приморської армії. У ніч на 1 липня вище командування флоту, партійне керівництво і співробітники НКВС (всього 802 особи) покинули залишки гарнізону, що оборонявся напризволяще…

Зруйнована 35-та батарея. Німецьке фото 1942 року

На цей момент на батареї залишилися всього шість шрапнельних і близько 30 практичних снарядів. Протягом дня 1 липня 2-га башта 35-ї батареї провела кілька стрільб по моторизованим частинам німецької 72-ї піхотної дивізії в районі мису Фіолент. Остання стрільба батареї була проведена шрапнеллю по району Камишової балки. У ніч на 2 липня особовим складом батареї були підірвані обидві башти та силова станція, однак потерни і велика частина приміщень гарматних блоків вціліли і в них аж до 12 липня 1942 року продовжували опір останні захисники Севастополя.
Одним з останніх захисників Севастополя зі складу 35-ї берегової батареї був одесит Адольф Самуїлович Роттенберг, який почав участь у війна на посаді помічника командира 1-шої башти. Потім він був помічником командира батареї та командиром батареї № 35.
Підрив 35-ї батареї та приведення механізмів у непридатний стан було здійснено саме за командою капітана Роттенберга. 
4 грудня 1943 року наказом Народного комісара Військово-морського флоту берегова баштова батарея № 35 була виключена зі складу ВМФ, як загибла при виконанні бойових завдань.
Під час окупації Севастополя в уцілілих казематах батареї був обладнаний госпіталь і командний пункт командувача 17-ї німецької армії генерал піхоти Карла Альмендінгера.

## Післявоєнна історія

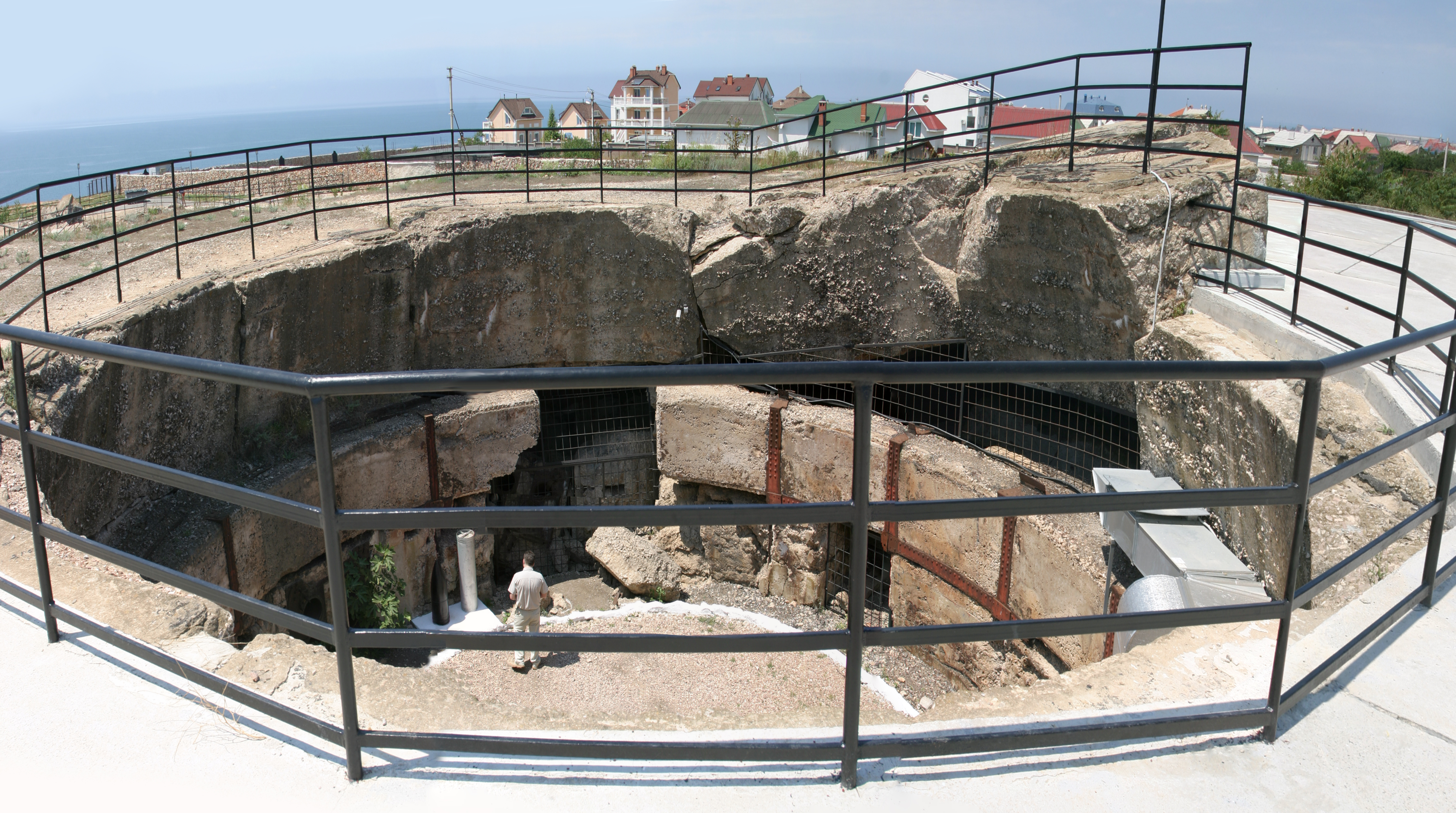
Залишки гарматного блоку 35-ї батареї. Сучасне фото

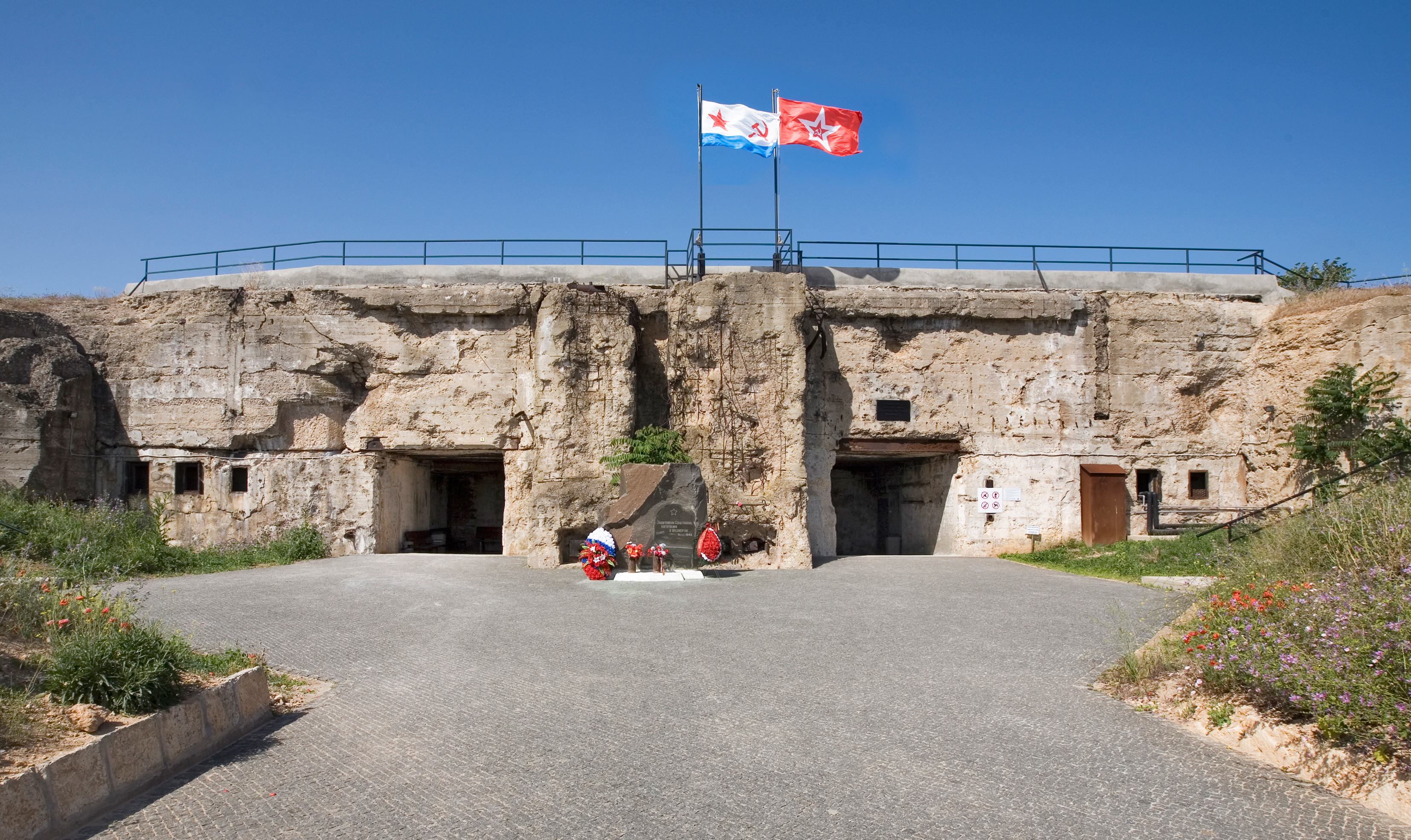
35-та берегова батарея (музейно-меморіальний комплекс)

Після війни 35-та батарея не відновлювалася. В період з 1947 по 1952 рік командуванням Чорноморського флоту розглядалася можливість будівництва нової батареї № 35. Нова батарея мала бути збудована в півтора кілометрах від зруйнованої. Батарея повинна була складатися з двох 305-мм 3-гарматних башт в окремих блоках на закритій позиції, двох командних пунктів, далекомірного поста, двох постів РЛС і двох прожекторів.
Через низку причин будівництво батареї не розпочалося, але частина уцілілих казематів старої батареї, зокрема праве крило блоку 2-ї башти і правий командний пост використовувалися як льохи боєзапасу, командний пункт та приміщення особового складу чотирьохгарматної 130-мм батареї
№ 723, розгорнутої на мисі Херсонес (розформована в 1960 році). У 1988 в правому командному пункті 35-ї батареї і його 450-метровій потерні була обладнана сейсмологічна лабораторія Сімферопольського державного університету імені М. В. Фрунзе.
З метою збереження унікального пам'ятника історії, в червні 2007 року, рішенням сесії Севастопольської міської ради був проведений конкурс зі створення на території 35-ї берегової батареї музейного історико-меморіального комплексу, присвяченого героїчним захисникам Севастополя.
Концепція майбутнього меморіального комплексу включає в себе створення музею всередині батареї з чотирма екскурсійними маршрутами, спорудження пантеону, некрополя, каплиці, пам'ятника, музеєєфікації елементів укріплень. Організатори намагаються максимально зберегти зовнішній вигляд батареї та ландшафту, що її оточує. В липні 2008 року був відкритий перший, в 2009-му — другий, а 3 липня 2010 відкритий третій, найдовший екскурсійний маршрут комплексу.

## У мистецтві
У 1975 році кримська художниця Валентина Капітонова наисала картину «35-а берегова батарея».